# Muralhas do Porto
As muralhas do Porto localizam-se na cidade, concelho e distrito do Porto, em Portugal.

## História

### Antecedentes
A primitiva ocupação humana do sítio do Porto, sobranceiro à margem direita do rio Douro, remonta ao período final da Idade do Bronze, aproximadamente por volta do século VIII a.C., possivelmente por castros. O povoado proto-histórico terá mantido, desde cedo, importantes ligações comerciais com a bacia do mar Mediterrâneo.
À época da Invasão romana da Península Ibérica, a povoação, então denominada de "Cale", já contava com edificações de porte e controlava um importante eixo viário entre "Olissipo" (atual Lisboa) e "Bracara Augusta" (atual Braga). O mais importante núcleo foi identificado pela pesquisa arqueológica na década de 1940 no alto da Pena Ventosa (morro da Sé), quando foram trazidas à luz uma ara votiva, uma moeda do imperador Constantino e duas colunas de mármore. Datará desta época a primitiva cintura de muralhas da povoação.
Com as Invasões bárbaras da Península Ibérica, os Suevos adquiriram o controle sobre todo o Noroeste peninsular. A povoação, então denominada como "Portucale", neste período foi elevada a sede de bispado, vindo a sofrer expressivo retrocesso após as Invasão muçulmana da Península Ibérica, no século VII.

### Da Reconquista Cristã à formação da nacionalidade
À época da Reconquista cristã da península a região de "Portucale" foi reconquistada pelas forças de Vímara Peres no ano de 868, ficando sujeita às oscilações da linha da fronteira.
Embora não haja informações sobre as estruturas defensivas neste período, é certo que no século X uma muralha já existia, conforme se infere da leitura da carta do cruzado inglês que descreve a conquista de Lisboa, datada de 1147. Tendo a expedição passado pela foz do rio Douro, quando acedeu auxiliar D. Afonso Henriques na conquista daquela cidade, o documento informa que, tendo a cidade do Porto sido assolada por uma incursão de sarracenos, os estragos haviam sido reparados havia uns oitenta anos, isto é, por volta de 1067. Com base nessas informações, e nesse recorte temporal, os estudiosos admitem que a incursão sarracena tenha ocorrido no contexto da ofensiva de Almançor em 997 e que os reparos tenham tido lugar em fins do reinado de Fernando Magno, de Leão-Castela.
A Condessa D. Teresa, mãe de D. Afonso Henriques, fez a doação do couto do Porto ao Bispo D. Hugo, o qual, em 1123, lhe outorgou a primeira Carta de Foral. Datará desta época a reconstrução da primitiva cintura de muralhas da povoação, também denominada como muro romano.

### O "castelo" medieval

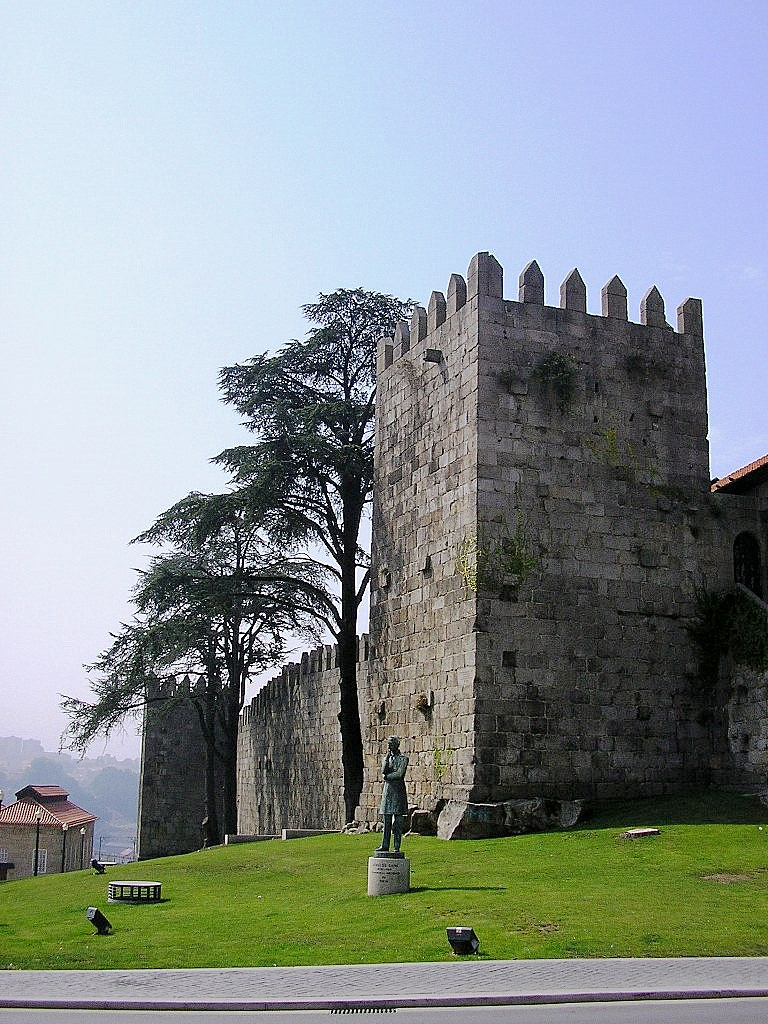
Muralhas do Porto: torres da muralha fernandina.

Em meados do século XIV, testilhando a Mitra e a Cidade sobre direitos de jurisdição, foi notificado perante os juízes, pelos procuradores do Concelho, que por motivos de defesa, por ocasião dos desentendimentos entre D. Dinis e o infante D. Afonso, entre os anos de 1320 a 1321, tinham sido mandadas demolir algumas casas construídas junto ao muro do castelo. A expressão "castelo" já havia sido empregada anteriormente nas Inquirições de D. Afonso IV. Entretanto, uma carta dirigida por D. Sancho I ao bispo do Porto leva a crer chamar-se castelo à época ao alto do morro da Pena Ventosa, pois nela recomenda o monarca ao prelado que promova a realização de mercado ante a porta da Sé, "para que o castelo seja melhor povoado".
A construção do edifício da alfândega, em 1324, havia representado um duro golpe nos interesses do bispo do Porto. Posteriormente, em 1405, D. João I transferiu para a Coroa a jurisdição do burgo, numa época de consolidação do poder local, apoiado pela burguesia mercantil. A abertura da Rua Nova marca uma nova fase no urbanismo da cidade e a sua localização reflecte a importância atingida pela zona baixa da cidade, que funcionou, até ao século XX, como principal pólo comercial.
Nesta fase, a Coroa já providenciara no sentido de abrigar a cidade em expansão, em novo muralhamento. As obras começaram em 1336 no reinado de D. Afonso IV e só terminaram em 1374 (ou 1376), no tempo de D. Fernando, motivo pelo qual ficaram conhecidas pela denominação de muralha fernandina, muralha gótica ou muro novo.
A nova cerca tinha uma extensão de 3000 passos e 30 pés de altura. Era guarnecida de ameias e reforçada por numerosos cubelos e torres de planta quadrada, que excediam em onze pés a muralha, com excepção das torres que defendiam as Porta do Cimo da Vila e Porta do Olival, que subiam 30 pés acima desse nível. Um século e meio depois (1529) caíram 360 braças da muralha, entre a Porta do Olival e a Porta dos Carros, ou seja, ao longo da antiga Calçada da Natividade, hoje Rua dos Clérigos. A reedificação deste troço da muralha foi feita entre 1607 e 1624. Durante esses trabalhos, o mestre carpinteiro Bartolomeu Fernandes, morador em Miragaia, tomou de empreitada por 17$000 réis "o conserto das portas da Ribeira e dos Postigos da Lada, das Tábuas e dos Barbeiros".
O traçado da muralha começava no Postigo do Carvalho, que se chamou de Santo António do Penedo, em honra do Santo da Ermida que lhe ficava próximo, e mais tarde Postigo do Sol, quando foi reconstruído com maior imponência pelo corregedor João de Almada e Melo, em 1774. Seguia pelo local onde se encontra o Governo Civil e o Teatro São João, passando depois à Rua de Cimo de Vila, onde existia a Porta do Cimo da Vila. Continuava em direcção ao Sul pela Calçada de Santa Teresa e Viela da Madeira até à Porta dos Carros, junto à Igreja dos Congregados. Esta Porta veio substituir, em 1551, o Postigo aí existente, construído por Ordem Régia de D. João I, em 1409, a pedido da Câmara para conveniência do serviço das hortas que ficavam próximas e para a entrada dos carros de pedra para reconstrução das casas da Rua Chã que tinham ardido. Esta porta, demolida em 1827, tinha a ladeá-la duas torres.
A muralha continuava em linha recta ao longo do extinto Convento dos Lóios, actual edifício das Cardosas. Aqui estava a Porta de Santo Elói, demolida por acordo entre os padres Lóios e o Senado da Câmara para alargamento do Largo dos Lóios. Seguia pela calçada dos Clérigos e Rua da Assunção até à Cordoaria, então um extenso olival, onde existia a Porta do Olival. Descia em direcção à Rua do Calvário. Nos terrenos onde se encontra actualmente a Igreja de São José das Taipas ficava a Porta das Virtudes. Seguia pelo rio pelo Noroeste da Rua da Cordoaria Velha atravessando a Rua da Esperança onde havia uma porta com o mesmo nome, assim chamada por existir próximo a capela de Nossa Senhora da Esperança. A muralha continuava até ao rio, pelo sítio onde estão as Escadas do Caminho Novo até à Porta Nova na margem do Douro.
Esta porta aberta, em 1522, por ordem de D. Manuel I, veio substituir e alargar o Postigo da Praia. Foi demolida em 1872 quando se abriu a Rua Nova da Alfândega. Era por aqui que se fazia a entrada solene dos Bispos quando vinham ocupar o cargo. Era uma das principais portas da cidade. No Museu Nacional de Soares dos Reis existem, a lápide coeva de D. Fernando, com o escudo Real, que rematava o primitivo postigo e que se manteve quando da reconstrução, e a lápide e pedra de armas, colocadas quando da Restauração da Independência em 1640.

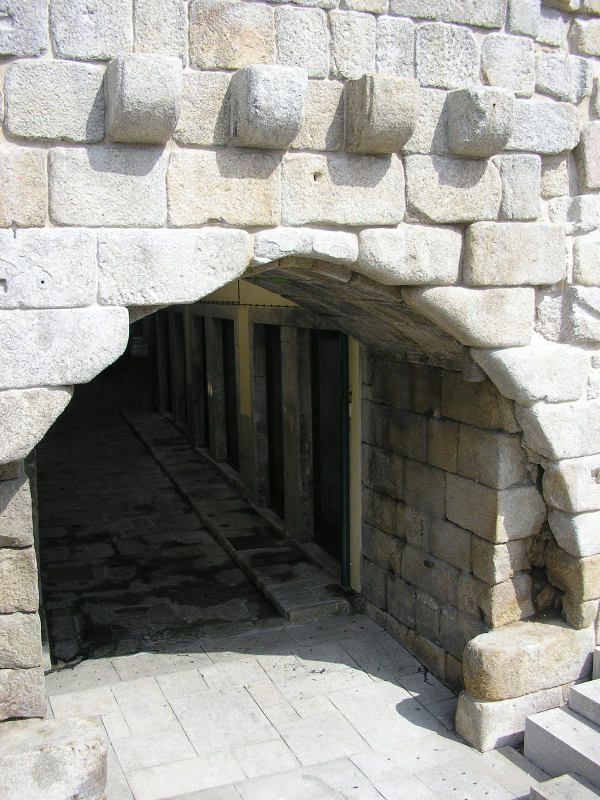
Muralhas do Porto: Postigo do Carvão, uma das entradas da antiga muralha, na Ribeira.

A muralha continuava paralela ao rio até subir para Santa Clara. Da Porta Nobre até ao Terreirinho rasgavam-se os postigos dos Banhos e o do Pereira ou Lingueta. No Terreirinho, próximo à antiga Alfândega, existia o Postigo do mesmo nome, demolido em 1838. Continuava em direcção ao Postigo do Carvão, o único que ainda existe e assim chamado por ser por aí que entrava o combustível que ficava em depósito na Fonte Taurina. Mais adiante havia o Postigo do Peixe. A seguir ficava a Porta da Ribeira, voltada a Leste, demolida em 1774 por ordem de João de Almada e Melo, quando se decidiu construir a Praça da Ribeira. Esta foi a primeira porta da cidade onde se gravou a inscrição alusiva à consagração de Portugal a Nossa Senhora da Conceição, decretada por D. João IV. Existiam ainda mais quatro postigos, o do Pelourinho, o da Forca, o da Madeira e o da Areia. Depois deste último a muralha deixava de acompanhar o rio e subia até à Porta do Sol.

### Da Dinastia Filipina aos nossos dias
A Dinastia Filipina (1580-1640) correspondeu a um período de acentuado desenvolvimento urbano e administrativo. As grandes mutações artísticas começaram nesta época, para atingir toda a sua magnificência no século XVIII, a época áurea da difusão do vinho do Porto.
No século XVIII a muralha romana ainda estava quase intacta, pois descreveu-a o Pe. Manuel Pereira de Novais na "Anacrisis Historial"; das quatro portas que se abriam nessa vetusta muralha, a última demolida foi a chamada Porta de Vandoma que perdurou até 1855. 
Em nossos dias, da trecentista construção defensiva perduram vários lanços da muralha e alguns torreões